# 中田一次
中田 一次（なかだ かずつぐ、1921年1月5日 - 2001年4月9日）は、日本の作曲家、指揮者、ファゴット奏者。童謡や宗教曲（キリスト教）などの作曲で知られる。筆名は楫山つとむ。
東京府豊多摩郡（後の東京市、現在の東京都渋谷区）出身東京音楽学校卒業。山形大学音楽科教授を経て、昭和音楽大学短期大学部名誉教授も務めた。日本フィルハーモニー交響楽団、東京管楽器協会などでファゴットとコントラファゴットを演奏、晩年は日本ファゴット（バスーン）協会会長を務めた。バッハ等古典作品のダブルリード合奏のための編曲も多く、またNHKラジオ「音楽の泉」テーマ曲として昭和30年代から40年代に流れたシューベルト「楽興の時」の編曲者でもある（番組テーマは後にピアノ独奏のものに変更。この経緯は大塚修造著「ただいま放送中」音楽之友社ON Books ISBN 4-276-35090-5 C0273 P880E に詳しい）。教育者としては、ほとんど独学だった湯浅譲二の唯一の師であった。
父は中田章（「早春賦」の作曲者）、弟は中田喜直。ともに作曲家である。

## 主な作品
- おこりっこなしよ
- キリン
- ちらちらこゆき
- とんぼの思い出（第24回日本童謡賞受賞）